# Estadi Adérito Sena
L'Estadi Adérito Sena és un camp de futbol situat a l'Avinguda 12 de Setembre de la ciutat de Mindelo a l'illa de São Vicente de Cap Verd. És un estadi certificat per la FIFA per jugar partits internacionals. En aquest camp es juguen els partits de futbol dels diferents campionats organitzats per l'associació regional de futbol de São Vicente